# La Pobla de Mafumet
La Pobla de Mafumet é um município da Espanha, na comarca do Tarragonès, província de Tarragona, comunidade autónoma da Catalunha. Tem 6,2 km² de área e em 2021 tinha 4 025 habitantes (densidade: 649,2 hab./km²). Limita com os municípios de El Morell, Vilallonga del Camp, Perafort e Constantí.